# Пентамерон
«Сказка сказок, или Забава для малых ребят» (неап. Lo cunto de li cunti overo lo trattenemiento de peccerille) — сборник сказок XVII века, пересказанных на неаполитанском диалекте представителем эстетики барокко — Джамбаттистой Базиле. Также известен под названием «Пентамерон» («Пятидневник» ← греч. πέντε [pénte] «пять» + ἡμέρα [hêméra] «день»), которое ему (по аналогии с «Декамероном») дал в XX веке Бенедетто Кроче, расценивавший книгу Базиле как «старейший, богатейший и наиболее художественно совершенный сборник волшебных сказок». Народные сказки, собранные и обработанные Базиле, были опубликованы посмертно в пяти томах его сестрой Адрианой в Неаполе в 1634—1636 годах под анаграммным псевдонимом Джан Алезио Аббаттутис (Gian Alesio Abbattutis).
Сборник Базиле, наряду с более ранним собранием новелл Страпаролы, послужил источником вдохновения для хрестоматийных «Сказок матушки Гусыни» Шарля Перро (куда перешли такие сюжеты, как «Спящая красавица», «Золушка», «Кот в сапогах»).

## Содержание
Сорок девять сказок соединяет сказка-обрамление. Этот приём сюжетного обрамления, традиционный для ренессансной новеллистики, также присутствует в «Декамероне», индийской «Панчатантре» и арабской «Тысяче и одной ночи». Сборник завершается девятью эклогами (позже они получили название «Неаполитанские музы»), наполненными сентенциями и наставлениями в сопровождении лёгкой иронической усмешки автора.
Принцесса Зоза узнаёт о старинной легенде, по которой любая девушка, которая найдёт кувшин на стене тайной гробницы, должна будет наполнить его в течение трёх суток слезами, если хочет, чтобы её рыдания привели к пробуждению заколдованного принца, который возьмёт её в жёны. Зоза находит кувшин, плачет три дня и две ночи, но засыпает на третью ночь, чем пользуется коварная африканская рабыня. Она крадёт кувшин и завершает его наполнение; принц пробуждается и рабыня становится его невестой. Зоза прибегает к хитрости: она внушает рабыне неудержимое стремление к сказочным историям, которое та утоляет, приглашая во дворец пожилых женщин и слушая их сказки, поскольку за долгую жизнь они сохранили в памяти немало волшебных историй. Последней Зоза рассказывает свою историю о том, как её обманула рабыня. Зоза становится невестой принца и выходит за него замуж, а рабыня за своё коварство лишается жизни.
Новеллы изобилуют чёрным юмором, народными неаполитанскими ругательствами и пикантными подробностями. Сюжеты из пятидесяти новелл были отражены затем в таких известных сказках, как «Рапунцель», «Белоснежка», «Гензель и Гретель», «Спящая красавица», «Красавица и чудовище», «Кот в сапогах», «Золушка» и других.

## Издания и переводы
Книга кавалера Джована Баттисты Базиле «Сказка сказок» публиковалась в Неаполе с 1634 по 1636 годы. Все пять томов были подписаны анаграммой имени автора (Джан Алезио Аббаттутис), под которой Базиле публиковал свои работы на тосканском диалекте. В течение XVII и XVIII веков книга издавалась почти полтора десятка раз полностью, также вышло множество частичных переизданий.
В XVII веке книга была переведена и издана на французском языке. Якоб Гримм в начале XIX века не только издал вместе с братом переработанные сюжеты в виде сказок для детей, но и сделал точный перевод книги для взрослых, который имел большой успех. На английский язык книга переводилась не менее четырёх раз, первое издание было опубликовано в 1848 году (перевод Д. Э. Тэйлор).
В Италии интерес к книге возродился после того, как Бенедетто Кроче (впервые в истории) перевёл сборник сказок Базиле с неаполитанского диалекта на литературный итальянский язык. Это издание появилось в 1924 году и, несмотря на изящество слога, впоследствии подвергалось критике за отказ от адекватной передачи скабрёзных и не всегда цензурных выражений, которыми изобилует подлинник. Современные издания печатают книгу, разбивая повествование на пять дней, когда в течение одного дня рассказывается по десять сказок.
Впервые сказки Базиле перевёл с неаполитанского диалекта на русский язык Пётр Епифанов. Полное собрание сказок Базиле в переводе и с предисловием Епифанова было выпущено в издательстве Ивана Лимбаха почти через 400 лет после публикации оригинала — в 2015 году. В предисловии автор перевода упоминает о его влиянии на мировую литературу, называя такие имена, как братья Гримм, Карло Гоцци, Пётр Ершов, Александр Пушкин, Шарль Перро, Павел Бажов и другие.

## Значение
Книга стала первым сборником народных волшебных сказок в истории европейской литературы, обработанных в стиле барокко, основой которым послужил крестьянский фольклор.
Якоб Гримм назвал «Сказку сказок» «самым богатым и самым изысканным из всех сказочных собраний мира». Сказки Базиле иногда непристойны и непочтительны, но вместе с тем остроумны, причудливы и самобытны, в то же время они имеют острые психологические характеристики и энциклопедическое описание, в котором повседневная жизнь Неаполя семнадцатого века переплетается с чудесными мирами сказочного вымысла. Оригинал книги написан на диалекте, полный перевод долгое время оставался недоступным как большинству исследователей сказок, так и широкой публике.
В сказочном мире Базиле как добрые соседи сосуществуют добродушные ведьмы и злые колдуны, феи и чудовища, говорящие кошки и разумные мыши. Короли привычками, интересами и кругозором напоминают неаполитанских крестьян и мастеровых, людоеды после ужина перед открытым окном затевают пересуды и рассказывают сплетни — Базиле, по словам И. Н. Голенищева-Кутузова «преображал и поэтизировал быт», умело сочетая иронию и лирику, трагическое и комическое, лукавство и народную развязность.
Публикация «Сказки сказок» не только ознаменовала собой кульминацию интереса к популярной культуре, южноитальянскому быту начала XVII века и народным традициям эпохи Возрождения, но также стала началом эпохи авторских сказок, оказавшей влияние на более поздних писателей, обращавшихся к жанру сказки. «Сказка сказок» Джамбаттисты Базиле не только знакомит с ранней итальянской культурой, но и поднимает тему актуальности общечеловеческих ценностей, которые были отражены в форме ранней эпохи культурной жизни Италии и по-прежнему имеют значение.

## Экранизации
В 2015 году режиссёр Маттео Гарроне снял картину «Страшные сказки», для которой сюжетной основой послужили три истории из «Пентамерона». Также отдельные мотивы «Пентамерона» были переосмыслены Франческо Рози в фильме «Жила-была…» (1967) с Софи Лорен и Омаром Шарифом.